# 지양로
지양로(Jiyang-ro)는 서울특별시 양천구 신월7동에 있는 도로로, 총 연장은 1.793 km이다. 또한 해당 도로명은 지양산 주변도로를 반영한 것에서 유래되었다.

## 주요 경유지
- 양천구
  - 신월7동

## 접촉하는 도로
- 신월로
- 수주로

## 주요 건물 및 시설
- 미성주택 (지양로 6/신월동 993-17)
- 인산빌딩 (지양로 7/신월동 984-1)
- 동일연립 (지양로 12/신월동 993-12)
- 구립금실경로당 (지양로 21/신월동 985)
- 승원빌딩 (지양로 22/신월동 992-3)
- 용민아파트 (지양로 25/신월동 986-8)
- 오윤빌딩 (지양로 29/신월동 986-2)
- 서울양천하나님의교회 (지양로 31/신월동 986-14)
- 해맞이도서관 (지양로 37/신월동 987)
- 구두수선대17 (지양로 39-1/신월동 905)
- 한양메디컬센타 (지양로 46/신월동 972-2)
- 신월문화체육센타 (지양로 47/신월동 987)
- 해맞이 공영주차장 (지양로 53/신월동 987)
- 서울양천경찰서 신월7파출소 (지양로 55/신월동 987)
- 명신 (지양로 72/신월동 961-4)
- 우성상가 (지양로 78/신월동 928-1)
- 기호프라자 (지양로 100/신월동 913-2)
- 길훈아파트 (지양로 101/신월동 341-1)
- 중부운수 (지양로 106/신월동 338)
- 아레테시티 (지양로 120/신월동 1072)
- 그랜드팰리스 (지양로 130/신월동 1066)
- 한국법무보호복지공단 (지양로 137/신월동 331-90)
- 서울과학수사연구소 (지양로 139/신월동 331-1)
- 서울지방경찰청4기동단 (지양로 149/신월동 331-111)
- 정진빌라 (지양로 173/신월동 331-47)

## 관련 사항
이 도로의 종점부 서쪽은 경기도 부천시와 마주하고 있으며, 경인고속도로와도 인접해 있다. 또한 지양로의 하위 도로들 중에서 일부가 경기도 부천시에 부여받은 도로명주소가 따로 존재한다. 또한 중부운수의 6624번 버스 종점도 이 도로에 포함되어 있다.